# Wacław Ritschel
Wacław Ritschel (ur. 1794 w Králíkach, zm. 16 czerwca 1872 w Warszawie) – architekt czeskiego pochodzenia, profesor Królewskiego Uniwersytetu Warszawskiego, członek Komisji Najwyższej Egzaminacyjnej w Królestwie w 1829 roku.

## Życiorys
W roku 1816 ukończył politechnikę w Pradze i w 1820 przyjechał do Warszawy. W 1824 objął stanowisko profesora tymczasowego na Uniwersytecie Warszawskim, w 1828 profesora stałego. Równocześnie pracował na stanowisku budowniczego w Komisji Rządowej Spraw Wewnętrznych, a od 1827 na stanowisku radcy. W 1831 po zamknięciu UW odszedł z uczelni. W 1837 otrzymał indygenat (herb Korab). W 1845 członek komitetu Drogi Żelaznej Warszawsko-Wiedeńskiej, od 1850 budowniczy generalny rządowy i od 1856 radca stanu. Z racji zajmowanych stanowisk projektował, opiniował i nadzorował wiele budów w Królestwie Polskim. Odznaczony został Orderem Świętego Włodzimierza IV klasy w 1836, Orderem Świętego Stanisława II klasy w 1840 i dwukrotnie Orderem Świętej Anny w 1857 i 1859 roku.

## Ważniejsze prace

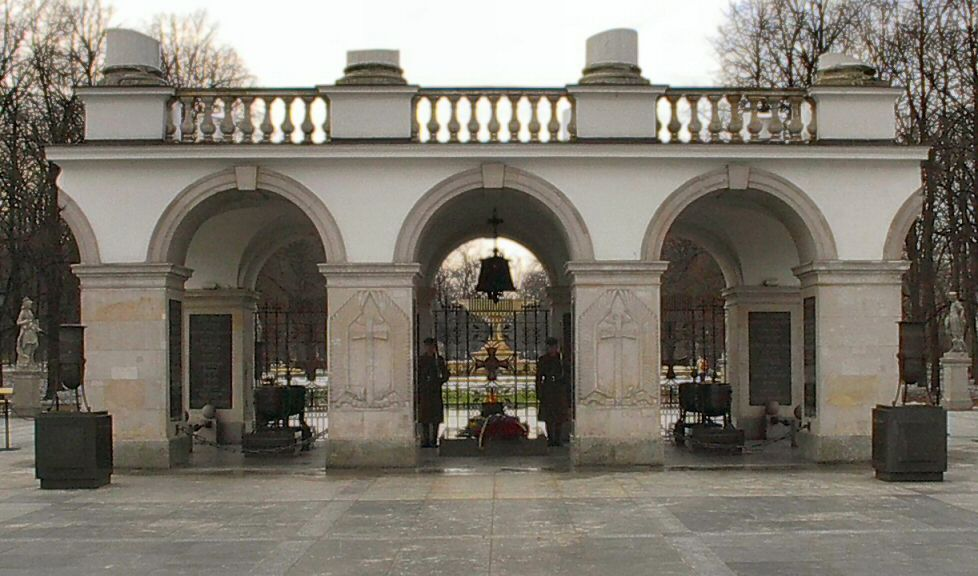
Grób Nieznanego Żołnierza - zachowany fragment kolumnady Pałacu Saskiego

- przebudowa Pałacu Kazimierzowskiego – kolumnowy portyk 1824
- projekt i kosztorys cokołu pod pomnik Kopernika w Warszawie 1826–1828
- kolumnada Pałacu Saskiego wraz z Adamem Idźkowskim 1838–1842
- nadzór budowy Instytutu Szlacheckiego przy ul. Wiejskiej, późniejszy Sejm RP 1851
- I Gimnazjum przy Nowolipkach
- III Gimnazjum przy pl. Trzech Krzyży
- i inne.